# Popis hrvatskih veleposlanika u Gabonu
Republika Hrvatska i Gabonska Republika održavaju diplomatske odnose od 22. listopada 2001. Sjedište veleposlanstva je u Rabatu.

## Veleposlanici
Hrvatska nema rezidentno veleposlanstvo u Gabonu. Veleposlanstvo Republike Hrvatske u Kraljevini Maroku pokriva Republiku Tunis, Republiku Senegal, Burkinu Faso, Gabonsku Republiku, Republiku Kamerun, Islamsku Republiku Mauritaniju, Republiku Cote d'Ivoire.
| Veleposlanik          | Postavljenje        | Opoziv             | Sjedište |
| --------------------- | ------------------- | ------------------ | -------- |
| Darko Bekić           | 27. lipnja 2007.    | 31. kolovoza 2011. | Rabat    |
| Zvonimir Frka Petešić | 30. listopada 2015. | 31. kolovoza 2017. | Rabat    |

## Vanjske poveznice
- Veleposlanica Hrvatske u Maroku Jasna Mileta: “Maroko je egzotična i očaravajuća zemlja koja će oduševiti sve posjetitelje”